# Robert Shayne
Pour les articles homonymes, voir Shayne.
Robert Shayne est un acteur américain, né Robert Shaen Dawe le 4 octobre 1900 à Yonkers (État de New York), mort le 29 novembre 1992 à Los Angeles — Quartier de Woodland Hills (Californie, États-Unis).

## Biographie
Sous le nom de scène de Robert Shayne, il débute au théâtre durant les années 1920 et joue notamment à Broadway (New York) dans seize pièces, les deux premières en 1932. La dernière est Sans amour de Philip Barry, représentée 113 fois de novembre 1942 à février 1943, avec Katharine Hepburn et Elliott Nugent dans les rôles principaux.
Entretemps, citons La Nuit du 16 janvier d'Ayn Rand (235 représentations de septembre 1935 à avril 1936, avec Edmund Breese, Sarah Padden et Walter Pidgeon), Whiteoaks de Mazo De la Roche (112 représentations en 1938, avec Ethel Barrymore et Richard Carlson), ainsi que The Land Is Bright d'Edna Ferber et George S. Kaufman (79 représentations d'octobre 1941 à janvier 1942, avec Leon Ames, Hugh Marlowe, Arnold Moss et K. T. Stevens).
Au cinéma, il apparaît pour la première fois dans un court métrage de 1929 ; suivent sept films sortis de 1934 à 1938, dont quatre autres courts métrages. Puis, sous contrat à la Warner Bros. de 1942 à 1946, il tient des seconds rôles (ou des petits rôles non crédités) notamment dans Femme aimée est toujours jolie de Vincent Sherman (1944, avec Bette Davis et Claude Rains), San Antonio de David Butler (1945, avec Errol Flynn et Alexis Smith) et Three Strangers de Jean Negulesco (1946, avec Sydney Greenstreet et Geraldine Fitzgerald).
Après son passage à la Warner, Robert Shayne tourne en indépendant entre autres dans Une vie perdue de Stuart Heisler (Universal Pictures, 1947, avec Susan Hayward et Lee Bowman), Les Envahisseurs de la planète rouge de William Cameron Menzies (20th Century Fox, 1953, avec Arthur Franz et Jimmy Hunt), I Mobster de Roger Corman (20th Century Fox, 1958, avec Steve Cochran et Robert Strauss), ou encore Un singulier directeur de Robert Butler (Studios Disney, 1971, avec Kurt Russell et Joe Flynn). Les deux derniers de ses cent-dix-sept films américains (parfois en coproduction) sortent en 1975.
Pour la télévision, excepté un téléfilm de 1977, il contribue surtout à cinquante-deux séries américaines dès 1951, sa plus connue étant Les Aventures de Superman (quatre-vingt-dix épisodes, 1952-1958), où il personnifie l'inspecteur Henderson. Ultérieurement, mentionnons Le Monde merveilleux de Disney (deux épisodes, 1958-1965), Doris comédie (deux épisodes, 1970-1971) et Columbo (un épisode, 1971).
Robert Shayne interprète son ultime rôle à l'écran (vers 90 ans) dans la série Flash, avec deux épisodes diffusés respectivement en 1990 et 1991. Il meurt l'année suivante (1992) à Woodland Hills, d'un cancer du poumon.

## Théâtre à Broadway (intégrale)

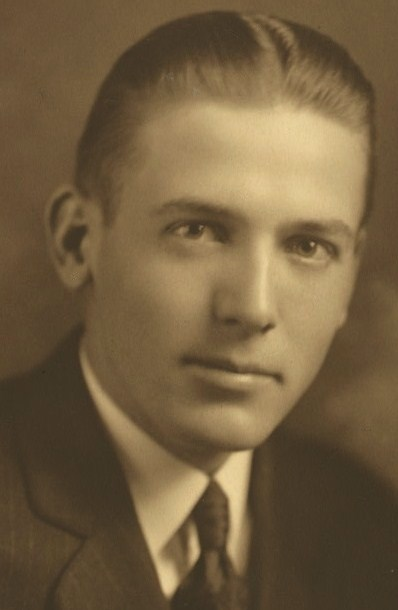
Dans les années 1930

- 1932 : Wild Waves de William Ford Manley : Le contrôleur
- 1932 : Bulls, Bears and Asses de Milton Herbert Gropper : Peters
- 1933 : Both Your Houses de Maxwell Anderson : Eddie Wister
- 1934 : Yellow Jack de Sidney Howard et Paul De Kruif : Harkness / Major Cartwright
- 1934 : Order Please d'Edward Childs Carpenter et Walter Hackett : Robert Kent
- 1934 : Mother Lode de Dan Totheroh et George O'Neill, mise en scène de Melvyn Douglas : Horace Fields
- 1935-1936 : La Nuit du 16 janvier (Night of January 16) d'Ayn Rand : Stevens, avocat de la défense
- 1936 : The Devil of Pei-Ling, adaptation par Howard Chenery du roman d'Herbert Asbury : Dr Jerry Smith
- 1936 : Timber House de John Boruff : Ralph Miller
- 1936 : Don't Look Now de John Crump : James Cabot
- 1938 : Whiteoaks de Mazo De la Roche : Renny
- 1940 : Beverly Hills de Lynn Starling et Howard J. Green, mise en scène d'Otto Preminger : Art Browder
- 1941 : Five Alarm Waltz de Lucille S. Prumbs : Jerry Manning
- 1941-1942 : Claudia de Rose Franken : David Naughton (remplacement)
- 1941-1942 : The Land Is Bright d'Edna Ferber et George S. Kaufman, mise en scène de ce dernier, costumes d'Irene Sharaff : Jerry Hudson
- 1942-1943 : Sans amour (Without Love) de Philip Barry, mise en scène initiale de Robert B. Sinclair : Peter Baillie

## Filmographie partielle

### Cinéma
- 1934 : Keep 'Em Rolling (en) de George Archainbaud : Major James Parker
- 1937 : Off the Horses de William Watson (court métrage) : Jack
- 1943 : Mission à Moscou (Mission to Moscow) de Michael Curtiz : Un ingénieur
- 1944 : L'amour est une mélodie (Shine on Harvest Moon) de David Butler : Dan Costello
- 1944 : Révolte dans la vallée (Roaring Guns) de Jean Negulesco
- 1944 : Femme aimée est toujours jolie (Mr. Skeffington) de Vincent Sherman : MacMahon
- 1945 : San Antonio de David Butler : Capitaine Morgan
- 1945 : Rhapsodie en bleu (Rhapsody in Blue) d'Irving Rapper : Un compagnon de Christine
- 1945 : Joyeux Noël dans le Connecticut (Christmas in Connecticut) de Peter Godfrey : Dudley Beecham
- 1946 : Meurtre au port (Nobody Lives Forever) de Jean Negulesco
- 1946 : Le Droit d'aimer (My Reputation) de Curtis Bernhardt : Hank Hawks
- 1946 : Trois Étrangers (Three Strangers) de Jean Negulesco : Bertram Fallon
- 1946 : Wife Wanted de Phil Karlson : Bill Tyler

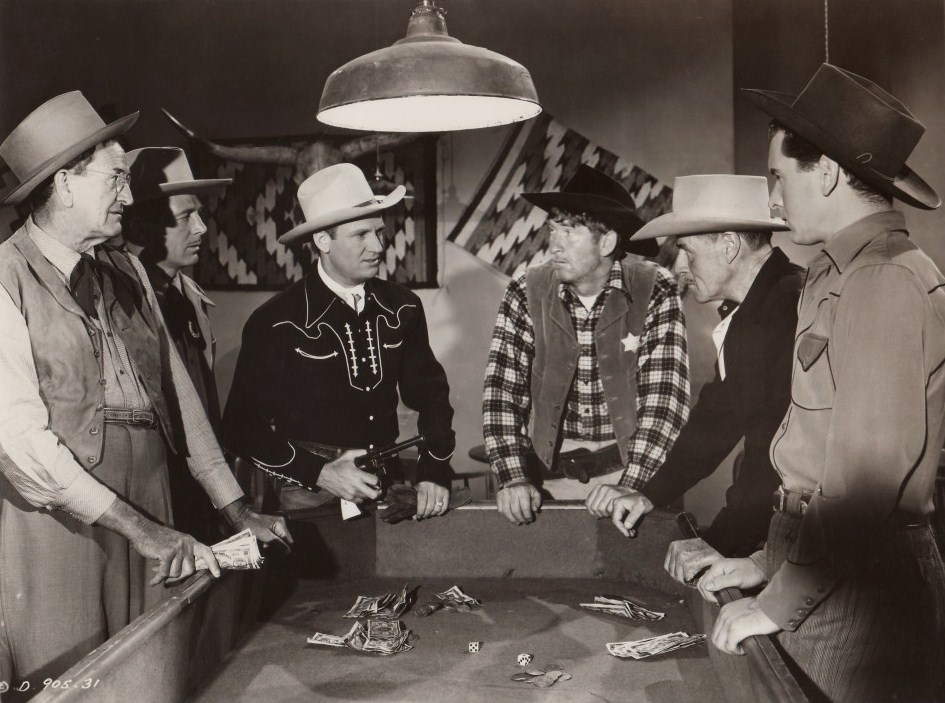
De g. à d. : Leon Weaver, Robert Shayne, Gene Autry, Chill Wills, Jack Holt et Russell Arms, dans Loaded Pistols (1948)

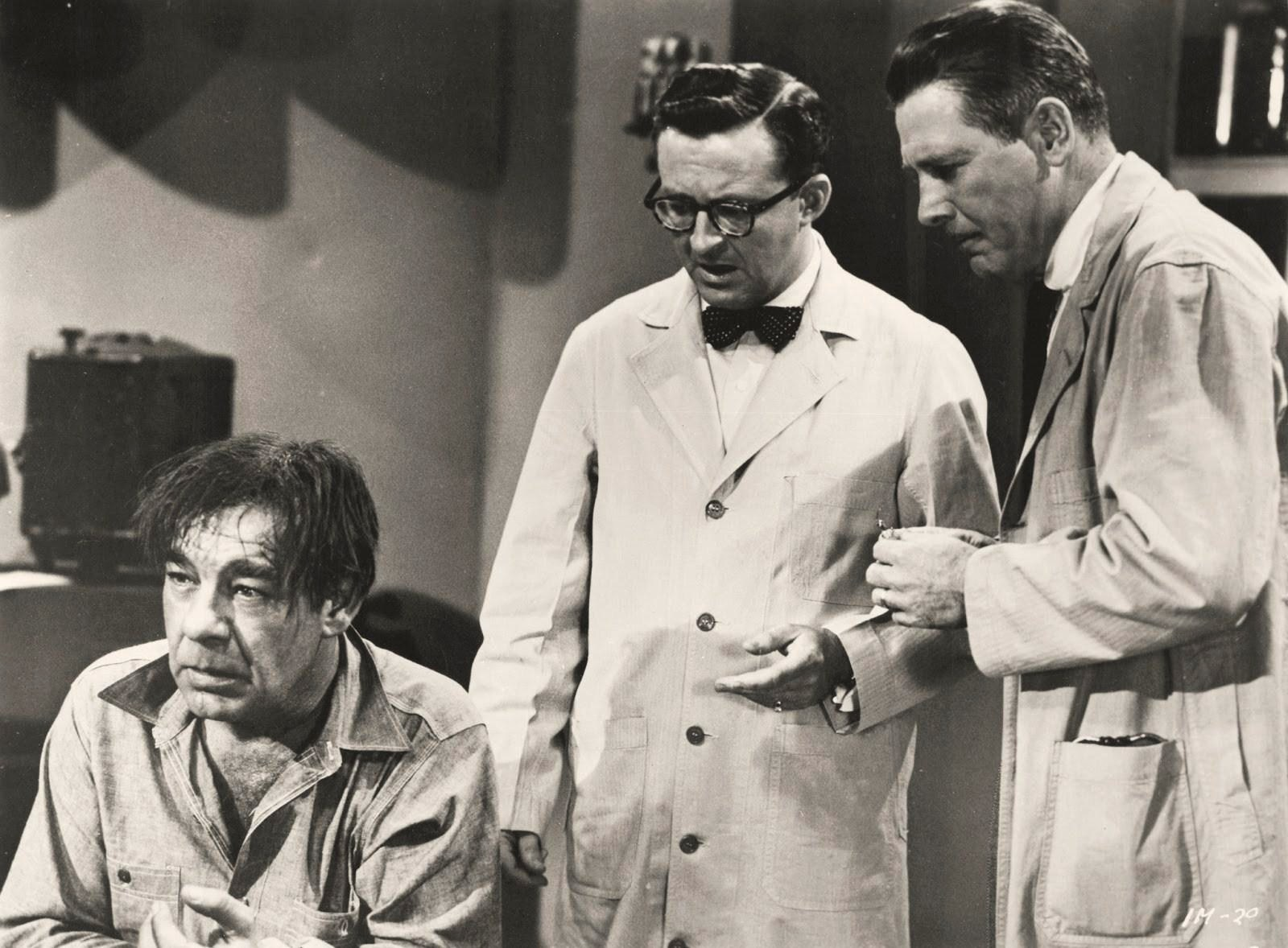
De g. à d. : Lon Chaney Jr., Joe Flynn et Robert Shayne, dans Indestructible Man (1956)

- 1947 : Une vie perdue (Smash-Up, the Story of a Woman) de Stuart Heisler : M. Gordon
- 1947 : Le Docteur et son toubib (Welcome Stranger) d'Elliott Nugent : Roy Chesley
- 1948 : The Inside Story d'Allan Dwan : T. W. « Tom » O'Connor
- 1948 : Vivons un peu (Let's Live a Little) de Richard Wallace : Dr Richard Field
- 1948 : Loaded Pistols (en) de John English : Don Mason
- 1948 : Le Manoir de la haine (The Swordsman) de Joseph H. Lewis : Ronald MacArden
- 1949 : Forgotten Women (en) de William Beaudine : Richard Marshall
- 1950 : Experiment Alcatraz de Edward L. Cahn
- 1950 : State Penitentiary de Lew Landers : Stanley Brown
- 1951 : J'accuse cet homme (en) (Criminal Lawyer) de Seymour Friedman : Clark P. Sommers
- 1952 : Les Derniers Jours de la nation Apache (en) (Indian Uprising) de Ray Nazarro : Major Nathan Stark
- 1953 : Les Envahisseurs de la planète rouge (Invaders from Mars) de William Cameron Menzies : Dr Bill Wilson
- 1953 : Le Roi pirate (Prince of Pirates) de Sidney Salkow : Premier Ministre Treeg
- 1953 : La Femme au gardénia (The Blue Gardenia) de Fritz Lang : Un docteur
- 1953 : Madame voulait un manteau de vison (The Lady Wants Mink) de William A. Seiter : Cecil
- 1954 : Trader Tom of the China Seas (en) de Franklin Adreon : Major Conroy
- 1954 : Le Maître du monde (Tobor the Great) de Lee Sholem : le général
- 1955 : Pavillon de combat (the Eternal Sea) de John H. Auer : Commodore Dean
- 1956 : Indestructible Man (en) de Jack Pollexfen (en) : Professeur Bradshaw
- 1956 : Hot Shots de Jean Yarbrough
- 1956 : Deux nigauds dans le pétrin (en) (Dance with Me, Henry) de Charles Barton : Proctor
- 1957 : The Giant Claw de Fred F. Sears : Général Van Buskirk
- 1957 : Kronos de Kurt Neumann : Général de l'US Air Force
- 1958 : How to Make a Monster d'Herbert L. Strock : Gary Droz
- 1958 : La révolte est pour minuit (it) (Revolt in the Big House) de R. G. Springsteen : Mickey
- 1958 : Gangster no 1 (I Mobster) de Roger Corman : Un sénateur
- 1959 : The Rebel Set de Gene Fowler Jr.
- 1959 : La Mort aux trousses (North by Northwest) d'Alfred Hitchcock : Larry Wade
- 1960 : Le Clown et l'Enfant (Toby Tyler) de Charles Barton : Le mari à l'audience
- 1960 : Du haut de la terrasse (From the Terrace) de Mark Robson : Un associé
- 1963 : Après lui, le déluge (Son of Flubber) de Robert Stevenson : L'assistant du Secrétaire de la Défense
- 1964 : Les Pas du tigre (A Tiger Walks) de Norman Tokar : Un conseiller du Gouverneur
- 1969 : L'Arrangement (The Arrangement) d'Elia Kazan : Un membre du conseil d'administration
- 1969 : Virages (Winning) de James Goldstone : Un admirateur à Indy Victory
- 1970 : Tora ! Tora ! Tora ! de Richard Fleischer, Kinji Fukasaku et Toshio Masuda (film américano-japonais) : Commodore William H. Buracker
- 1971 : Un singulier directeur (The Barefoot Executive) de Robert Butler : Un sponsor
- 1971 : La Cane aux œufs d'or (The Million Dollar Duck) de Vincent McEveety : Un cadre de la raffinerie

### Télévision
(séries, sauf mention contraire)
- 1952-1958 : Les Aventures de Superman (Adventures of Superman), saisons 1 à 6, 90 épisodes : Inspecteur Henderson
- 1953-1954 : The Lone Ranger
  - Saison 3, épisode 31 Black Gold (1953) : Leland Spinner
  - Saison 4, épisode 14 Colorado Gold (1954) d'Oscar Rudolph : Luther Gage
- 1956 : Le Choix de... (Screen Directors Playhouse), saison unique, épisode 20 One Against Many de William Dieterle : Dave O'Bryan
- 1958 : 77 Sunset Strip, saison 1, épisode 7 All Our Yesterdays de Richard L. Bare : Stephen Allen
- 1958-1965 : Le Monde merveilleux de Disney (The Wonderful World of Disney ou Disneyland)
  - Saison 4, épisode 26 Magic Highway U.S.A. (1958) de Ward Kimball : L'ingénieur routier
  - Saison 11, épisode 15 The Adventures of Gallegher, Part I (1965) : M. Wyatt
- 1959 : Les Aventuriers du Far West (Death Valley Days), saison 7, épisode 17 Sailor on a Horse de Paul Landres : Colonel Scott
- 1964 : Adèle (Hazel), saison 4, épisode 1 Never Trouble Trouble de William D. Russell : Le lieutenant de police
- 1969 : Docteur Marcus Welby (Marcus Welby, M.D.), saison 1, épisode 13 Neither Punch nor Judy : Un membre de la commission
- 1970-1971 : Doris Day comédie (The Doris Day Show), saison 3, épisode 2 The Feminist (1970 - Andrew McIntire) de Denver Pyle et épisode 24 Skiing Anyone? (1971 - M. Gilroy) de Reza Badiyi
- 1971 : L'Homme de fer (Ironside), saison 5, épisode 0 (hors saison) The Priest Killer de Richard A. Colla : Le père Adam Wendell
- 1971 : Columbo, saison 1, épisode 4 Plein cadre (Suitable for Framing) de Hy Averback : Rudy Matthews
- 1972 : La Famille des collines (The Waltons), saison 1, épisode 5 The Typewriter de Philip Leacock : Un employé
- 1975 : Section 4 (S.W.A.T.), saison 1, épisode 3 A Coven of Killers de George McCowan : Dr Gordon
- 1977 : Never Con a Killer, téléfilm de Buzz Kulik : Un membre du club
- 1990-1991 : Flash (The Flash), saison unique, épisode 6 Rien ne va plus (Sins of the Father, 1990) et épisode 10 L'Homme invisible (Sight Unseen, 1991) de Christopher Leitch : Reggie

## Note et référence
1. ↑  Cette pièce est adaptée au cinéma en 1945, sous le même titre, dans une réalisation d'Harold S. Bucquet, où Katharine Hepburn reprend son rôle, aux côtés de Spencer Tracy (remplaçant Elliott Nugent).
2. ↑  (en-US) Facebook et Twitter, « Robert Shayne; Broadway and Movie Actor », sur Los Angeles Times, 2 décembre 1992 (consulté le 13 août 2021)